# کهلباخ
کهلباخ (به آلمانی: Kehlbach) یک شهر در آلمان است که در Verbandsgemeinde Nastätten واقع شده‌است.